# Maria-Chapdelaine
Pour les articles homonymes, voir Maria Chapdelaine (homonymie).
Maria-Chapdelaine est une municipalité régionale de comté (MRC) du Québec située dans la région du Saguenay–Lac-Saint-Jean. Son chef-lieu est Dolbeau-Mistassini. Le nom de la MRC provient du roman Maria Chapdelaine de Louis Hémon. Le préfet de la MRC est Luc Simard.

## Géographie

### Entités territoriales
La MRC est constituée de douze municipalités locales et de trois territoires non organisés.
| Nom                        | Statut                   | Population 2021 | Superficie (km2) | Densité (h/km2) | Ref |
| -------------------------- | ------------------------ | --------------- | ---------------- | --------------- | --- |
| Albanel                    | Municipalité             | 2 181           | 203,1            | 10,74           |     |
| Dolbeau-Mistassini         | Ville                    | 14 384          | 355,6            | 40,45           |     |
| Girardville                | Municipalité             | 1 018           | 133,1            | 7,65            |     |
| Normandin                  | Ville                    | 2 991           | 216,2            | 13,83           |     |
| Notre-Dame-de-Lorette      | Municipalité             | 159             | 339,5            | 0,47            |     |
| Passes-Dangereuses         | Territoire non organisé  | 226             | 15 482,45        | 0,01            |     |
| Péribonka                  | Municipalité             | 489             | 129,1            | 3,79            |     |
| Rivière-Mistassini         | Territoire non organisé  | 27              | 18 753,8         | 0               |     |
| Saint-Augustin             | Municipalité de paroisse | 425             | 104              | 4,09            |     |
| Saint-Edmond-les-Plaines   | Municipalité             | 355             | 85,8             | 4,14            |     |
| Saint-Eugène-d'Argentenay  | Municipalité             | 487             | 86,4             | 5,64            |     |
| Saint-Stanislas            | Municipalité             | 376             | 162,1            | 2,32            |     |
| Saint-Thomas-Didyme        | Municipalité             | 703             | 357,2            | 1,97            |     |
| Sainte-Jeanne-d'Arc        | Municipalité de village  | 1 101           | 273,3            | 4,03            |     |
| Sainte-Élisabeth-de-Proulx | Territoire non organisé  | –               | 58,86            | –               |     |
| Total                      | Total                    | 24 149          | 38 056,7         | 0,63            |     |

## Administration
Le préfet y est élu depuis les élections municipales de 2009.
| Période                                  | Période  | Identité           | Étiquette                               | Qualité |
| ---------------------------------------- | -------- | ------------------ | --------------------------------------- | ------- |
| 1987                                     | 1997     | Rosaire Fournier   | Maire de Girardville                    |         |
| 1997                                     | 2001     | Jean-Pierre Boivin | Maire de Péribonka                      |         |
| 2001                                     | 2003     | Réjean Boivin      | Maire de Normandin                      |         |
| 2003                                     | 2005     | Denis Trottier     | Maire de Péribonka                      |         |
| 2005                                     | 2009     | Gilbert Goulet     | Maire de Péribonka                      |         |
| 2009                                     | 2017     | Jean-Pierre Boivin | Indépendant (élu au suffrage universel) |         |
| 2017                                     | En cours | Luc Simard         | Indépendant (élu au suffrage universel) |         |
| Les données manquantes sont à compléter. |          |                    |                                         |         |

Le conseil de la MRC est composé de 14 membres indirectement élus, soit chacun des maires des 12 municipalités auxquels se rajoutent deux conseillers municipaux pour la ville de Dolbeau-Mistassini. Voici les principaux postes de gestion :
- Préfet : Luc Simard
- Directeur général : Isabelle Simard
- Secrétaire-trésorier : Christian Bouchard

## Démographie
| 1986   | 1991   | 1996   | 2001   | 2006   | 2011   | 2016   | 2021   |
| ------ | ------ | ------ | ------ | ------ | ------ | ------ | ------ |
| 28 920 | 28 164 | 28 045 | 26 900 | 25 767 | 25 279 | 24 793 | 24 149 |

## Éducation
Dans la MRC, l'enseignement public en français est dispensé par le Centre de services scolaire du Pays-des-Bleuets (anciennement la Commission scolaire du Pays-des-Bleuets).